# Warcraft: Orcs & Humans
Warcraft: Orcs & Humans este un joc de strategie în timp real creat în anul 1994 de către compania de jocuri Blizzard Entertaiment și care a fost lansat la început ca aplicație pe sisteme  MS-DOS și apoi pe sisteme Macintosh.
Deși Warcraft: Orcs & Humans nu a fost primul joc RTS publicat de Blizzard pentru multiplayer, succesul acestuia a făcut ca facilitățile introduse pentru multiplayer să fie esențiale pentru viitoarele titluri RTS. Jocul a introdus inovații în grafică și în modul de joc care au fost adoptate ulterior de către alți dezvoltatori de jocuri RTS.
În aceste jocuri Blizzards a pus accentul pe gestionarea cu abilitate a unor forțe relativ mici și pe dezvoltare, dar a venit și cu o poveste care se desfășoară între și în timpul jocurilor care au loc în același univers.

## Mod de joc
Warcraft: Orcs & Humans este un joc de strategie în timp real. (RTS) Un jucător controlează locuitorii umani din regiunea Azeroth, iar celălalt controlează orcii invadatori. Fiecare încearcă să-l distrugă pe celălalt și să câștige jocul adunând resurse folosite la construcții și la ridicarea unei armate. În plus, ambele părți se confruntă cu alte pericolele cum ar fi monștrii sălbatici, dar, uneori, aceștia pot fi recrutați ca trupe. Decorul jocului este unul medieval cu elemente de fantezie. Ambele părți au unități de luptă corp la corp și unități de luptă la distanță și de asemenea vrăjitori sau magicieni.

### Moduri
Modul de joc din Warcraft: Orcs & Humans este o versiune extinsă a paradigmei din Dune II "construiește baza, construiește armata, distruge inamicul" care include alte moduri de joc. Acestea au inclus mai multe tipuri noi de misiuni, cum ar fi cucerirea rebelilor care aparțin rasei jucătorului, salvarea și reconstrucția orașelor asediate, salvarea forțelor aliate aflate într-o tabără a inamicului și apoi distrugerea bazei principale a inamicului precum și misiuni cu trupe limitate, în care niciuna dintre părți nu poate produce unități suplimentare, dar și utilizarea eficientă a unui singur pluton a fost un element cheie strategic. Într-o misiune, jucătorul trebuie s-o omoare pe fiica șefului Orcilor.
Jocul permite, de asemenea, ca doi jucători să concureze în modul multiplayer prin intermediul rețelelor locale sau cele prin modem și permite jucătorilor cu versiunea pentru MS-DOS să joace alături de cei cu versiunea Macintosh. Modul Multiplayer și lupta contra IA nu fac parte din campaniile jocului și au fost susținute de un generator de hărți aleatorii. Jocul a permis, de asemenea, realizarea instalațiilor spawn (spawn installation).

### Resurse
Warcraft cere jucătorilor să adune resurse și să producă clădiri și unități cu scopul de a învinge un adversar în luptă. Unitățile de construcție care sunt neluptătoare sunt folosite pentru a căra resursele în Centrul Orașului (Town Center): aurul după care au săpat în mine și lemnul pe care l-au tăiat în pădurile învecinate. Deoarece ambele resurse sunt limitate și se epuizează în timpul jocului, jucătorii trebuie să le colecteze eficient. Aceștia trebuie să păstreze, de asemenea, la începutul jocului, o parte din păduri ca ziduri de apărare atunci când forțele combatante sunt mici și terestre.

## Povestea
Orcii sunt originari dintr-o altă lume, „Draenor”, unde majoritatea o formau războinicii însetați de sânge care au provocat numeroase conflicte. Cu toate acestea, magicienii lor (Warlocks) au rămas distanți, dedicându-și timpul pentru cercetări în domeniul magiei. Acești vrăjitori au observat o ruptură inter-dimensională și, după mulți ani, au reușit să deschidă un mic portal spre o altă lume. Un Warlock a explorat și a găsit o regiune, pe care oamenii, locuitorii acesteia, o numeau „Azeroth”, apoi acesta s-a întors acasă având câteva plante ciudate ca dovadă a descoperirii sale.
Orcii au mărit portalul până când prin acesta au trecut șapte luptători care au masacrat un sat uman. Plutonul a adus mostre de produse alimentare gustoase și produse fine de manoperă și au raportat că oamenii erau lipsiți de apărare. Raidurile orcilor asupra oamenilor s-au întețit și până la urmă au atacat castelul principal al Azeroth-ului. Cu toate acestea, oamenii au început să-și antreneze proprii războinici, mai ales cavaleri cu armuri puternice. Acești luptători umani ajutați de magicienii lor au reușit să-i facă pe orci să se retragă prin portal, dar nu au reușit să descopere portalul.
În următorii cincisprezece ani, o facțiune a orcilor a cerut să fie închis portalul. Cu toate acestea, un șef de o viclenie excepțională și-a dat seama că oamenii, deși depășiți numeric, au câștigat prin folosirea unor tactici superioare, prin organizare și magie. El a unit clanurile, a impus o disciplină severă în cadrul armatei orcilor și a căutat să afle magii noi de la vrăjitorii lor și de la necromanți. Forțele lor combinate erau gata să răstoarne domnia omului.